# Muñeca, cuestión de sexo
Muñeca, cuestión de sexo es una película chilena de 2008 dirigida por Sebastián Arrau e interpretada por Benjamín Vicuña y Marcial Tagle.

## Sinopsis
Manuel (Marcial Tagle) y Pedro (Benjamín Vicuña) son amigos extremadamente cercanos. El primero es un mujeriego insaciable, ácido y crítico, mientras el segundo es un homosexual solitario que ve con ojos optimistas los cambios sociales que está viviendo el país. Desesperado porque Pedro encuentre un sentido a su vida, su amigo le organiza una cita con Gabriela (Ana Fernández), una mujer de cuarenta años, a la que conoció a través de Internet, y que apurada por su reloj biológico, busca un padre para su hijo. Un Chile nuevo inspira a Pedro a dar un paso antes inimaginado para un homosexual: Convertirse en padre.

## Elenco
- Benjamín Vicuña - Pedro
- Marcial Tagle - Manuel
- Ana Fernández - Gabriela
- María de los Ángeles García - Loli
- Catalina Guerra - Mamá de Pedro

## Premios
- Festival Internacional de Cine de Viña del Mar (2008): Gran Paoa a la Mejor Película Nacional.
- Festival Internacional de Cine de Viña del Mar (2008): Mejor Actor Protagónico (Nacional) para Marcial Tagle.